# Етно-село—музеј Љубачке долине
| Етно село-музеј Љубачке долине |                                           |
|                                |                                           |
| Оснивач:                       | Недељко Бранковић                         |
| Основано:                      | 22. април 2015.                           |
| Седиште:                       | Љубачево, Град Бања Лука Република Српска |
| Веб презентација               | https://etno-muzej.com/                   |
| Контакт:                       | +387 65 390 628, 66 987 898               |

Етно село-музеј Љубачке долине се налази у Љубачеву, насељеном месту на територији града Бања Луке. Љубав према старом начину живота, антиквитетима, култури и традицији Недељко Бранковић, домаћин и пројектант овог села, остварио је 2015. године подизањем комплекса.
Комплекс Љубачке долине су спој сеоске идиле, природе, старина, традиције, израде домаћих рукотворина, историје, домаће традиционалне хране, једном речју приказује сеоску задругу са краја 19. и почетка 20. века. Добиле су име по јединственом феномену на тлу Европе, својеврсним долинама, која су природна удубљења у земљи пречника и дубине и до неколико стотина метара. Долине су концентрисане на целом љубачком пољу и као такве не постоје нигде у Европи.
Цео комплекс се простире на два хектара површине у који су смештени етно село са музејом, два одвојена и различита сеоска домаћинства, десетак старих занатских радионица, стара школа, апотека, крчма, црква брвнара итд. и све су намештене аутентичним намештајем, алатом и машинама.

## Етно село
Етно село је постављено око малог сеоског трга са каменом чесмом, реплике чесме са Хиландара, садржи 40 аутетичних зградица, различите намене. Ту су зграде за конак, од оних једнособних, чобанских кућица, до двособних старих кућа које поседују комплетно покућство из 19. и почетка 20. века. На другој страни око трга су радионице: ковачка, столарска, траварска, бачварска, апотека, берберница, млин, машине за пољске радове, вешерница, дућан. Све зграде су пренешене са различитих локација из оближњих места: Kола, Kрмина, Јаворана, са циљем да сви ови занати заиста оживе у овим кућицама. Тако сувенирница, смештена у посебној згради, презентује производе домаће радиности произведене у постојећим радионицама.
Стазом поред цркве брвнаре долази се дао економског дела комплекса у којем су смештени штале, кокошињци, кошнице, амбари итд.

## Музеј
Музеј има преко 6.000 експоната подељених кроз збирке. Музејом доминира етнолошка збирка, а ту су још и природњачка збирка која је опет подељена на флору и фауну и збирку минерала и фосила, такође, доста пажње и простора је посвећено нумизматичкој збирци као и збирци антиквитета. Ту су, такође, заступљене и историјска и археолошка збирка.
Предмети који чине етнолошку збирку скупљани су јужно од Бања Луке, од планинског дела Бронзаног мајдана до Kнежева. Има експоната и са простора бивше Југославије, док су неки антиквитети, минерали и један део осталих екпоната скупљани практично са свих шест континената.
У музеју, као централном објекту етно села, смештена је крчма, библиотека, антикварница, ткачки и кројачки занат и мноштво сталних поставки.

## Црква брвнара
Обновљена црква брвнара са звонаром посвећена је Светим Ћирилу и Методију. Темеље је 24. маја 2018. године освештао епископ бањалучки Јефрем уз сазлужење више свештеника. Црква је освјештана 30. јула 2019. године и предата је у потпуности на управљање Српској православној цркви.
Постојеће иконе су из 18. века, а за звоно из 1939. године.
Kтитор цркве је Недељко Бранковић са породицом.